# Svenska pansarbåtsföreningen

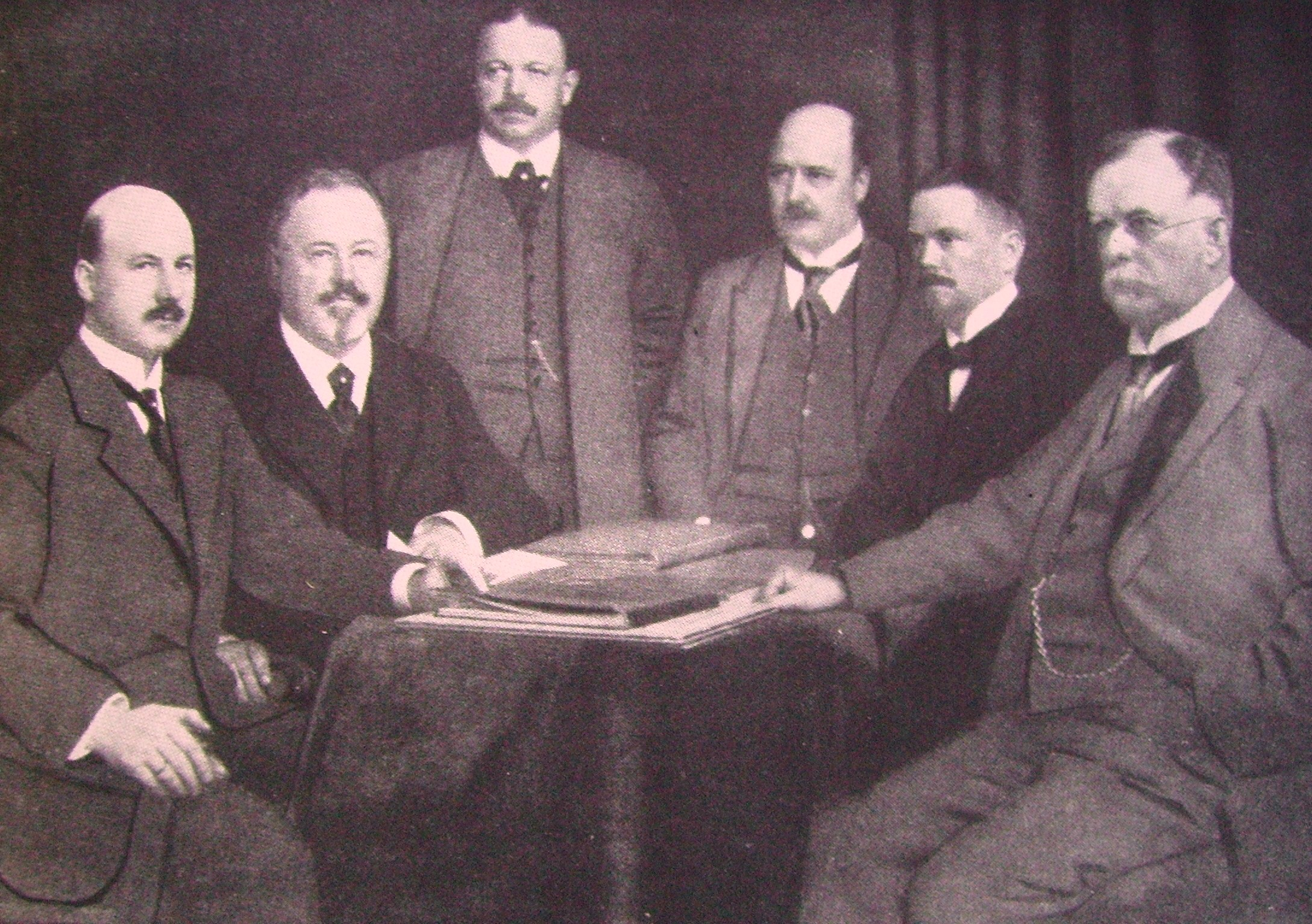
Svenska pansarbåtsföreningen i Stockholm. Från vänster: Sven Lübeck, August Decker, David Bergman, Robert Dahlander, Carl Meurling, J.G. Richert

Svenska pansarbåtsföreningen var en 1912 bildad förening som samlade in pengar till byggandet av en pansarbåt, den så kallade F-båten.

## Bakgrund
Sedan den liberala regeringen Staaff hösten 1911 avlöst högerregeringen Lindman, minskades i enlighet med vallöften kraftigt anslagen till försvaret. I protest mot detta beslut bildades Svenska pansarbåtsföreningen med uppgift att samla in pengar till byggandet av en pansarbåt.

## Historia
Den 14 januari 1912 utfärdade folkhögskolerektorn Manfred Björkquist ett upprop för insamling av medel till en pansarbåt. I februari bildades i Uppsala en kommitté, vars arbetsutskott med grosshandlaren J.E. Frykberg som verkställande direktör på Björkqvists uppmaning övertog funktionen som centralbyrå för "Nationalinsamlingen för pansarbåt".
Några veckor tidigare hade emellertid civilingenjören David Bergman gjort upp en plan, som han den 2 januari 1912 delgav överingenjören August Decker. I samråd med direktören Robert Dahlander, civilingenjören Sven Lübeck, direktören Carl Meurling och professorn Johan Gustaf Richert utarbetades förslag till bildande av en förening, som under namn av Svenska pansarbåtsföreningen konstituerade sig den 26 januari och samma dag utfärdade sitt av 38 personer undertecknade upprop. Endast en av dem, som undertecknat uppropet, tillhörde riksdagen, där han inte anslutit sig till något parti. 
Som mål för insamlingen lades, att varje medlem av föreningen skulle förbinda sig att, om byggande av ett dylikt skepp skulle påbörjas 1912 samt att under vart och ett av åren 1912–14 därtill bidraga med ett belopp motsvarande minst tredjedelen av sina kronoutskylder för 1911. I uppropet uttalades vidare förhoppningen att åtminstone under den tid, som gick åt för de nya utredningarna vilken Staaf-regeringen tillsatt i försvarsfrågan, att försvarsfrågan skulle bli vad som ansågs frigjord från de partipolitiska synpunkternas inflytande och att den nationella rörelse, som man ville väcka och därigenom skapa en försvarsmobilisering av det svenska folkets försvarsvilja. Föreningen själv var dock starkt högerbetonad. 
Till föreningens ordförande utsågs förre riksmarskalken friherren Fredrik von Essen. Till ledamöter i föreningens styrelse valdes justitierådet Axel Borgström, ordförande, professor Richert, vice ordförande, direktören Claës Virgin, verkställande direktör, ingenjör Bergman, sekreterare, häradshövdingen Ossian Berger, bankiren Carl Cervin, vice häradshövdingen Karl Herlitz och häradshövdingen Gustaf Ribbing.
Det insamlade beloppet växte med över 1 150 000 kr. i veckan och uppgick den 4 maj, den hundrade dagen efter föreningens bildande, till 15 021 530 kr. Då kostnaden för en pansarbåt i fullbordat skick av 1911 års riksdag beräknats till 11 636 000 kr., ingick styrelsen, enligt fullmäktiges berörda 4 maj fattade beslut, den 7 i samma månad till Gustaf V med erbjudande att tillhandahålla statsverket det belopp, som behövdes för skeppets byggande och erbjudandet åtföljdes av en av 12 banker utfärdad garantiförbindelse för ett belopp av 12 miljoner kr. Efter riksdagens hörande antog Gustaf V, enligt skrivelse 22 maj, föreningens erbjudande, och pansarskeppet Sverige byggdes.